# تشنالو (قلعة أصغر)
تشنالو (بالفارسية: چنالو) هي قرية تقع في إيران في ناحية لاله زار.